# Machaerina bidwellii
Machaerina bidwellii är en halvgräsart som först beskrevs av Otto Stapf och William Albert Setchell, och fick sitt nu gällande namn av Tetsuo Michael Koyama. Machaerina bidwellii ingår i släktet Machaerina och familjen halvgräs.
Artens utbredningsområde är Sällskapsöarna. Inga underarter finns listade i Catalogue of Life.